# Johann Franz Kunckell
Johann Franz Kunckell, auch als Kunckel und Kunkel überliefert, um 1800 geadelt als Kunckell  von Löwenstern (* 27. August 1739 in Kassel; † 11. auf 12. Februar 1814 ebenda), war ein deutscher hochrangiger Verwaltungsjurist in der Landgrafschaft Hessen-Kassel.

## Leben

### Beruflicher Werdegang
Kunkell immatrikulierte sich am 22. Januar 1756 als Joh. Franciscus Kunckell Casselis Hessus an der hessischen Landesuniversität Marburg. Nach Abschluss seines Studiums als Licentiat der Rechte 1761 wurde er Ratsscabinus (Schöffe) und Regierungsprokurator in Marburg; letztgenanntes Amt bekleidete er bis zum 2. November 1770. Am 8. Mai 1767 wurde er zugleich Syndikus der Marburger Universität; dieses Amt hatte er bis zum 4. Dezember 1773 inne.  Ebenso fungierte  er  als Schenckischer Syndikus. Von November 1770 an war er Advocatus fisci und ab Januar 1774 Commissarius loci der Städte Marburg, Kirchhain und Wetter. Weiterhin war er Rat am Samtgericht der hessischen Landgrafschaften in Marburg.
Am 20. August 1784 erfolgte der Ruf als Geheimer Landsecretarius nach Kassel mit Prädikat und Rang eines wirklichen Regierungsrats. Es folgte ebendort 1790 die Ernennung zum Kriegsrat als Direktor des General-Kriegscollegiums und der Kriegskasse. Am 17. Februar 1796 wurde er Vizekanzler, am 15. April 1800 erhielt er den Titel Geheimer Rat und am 15. Mai 1803 wurde er schließlich Vizepräsident bei der hessischen Regierung. Er war zum Lebensende Oberhofmeister bei der Kurfürstin von Hessen.

### Nobilitierung
Nach verschiedenen Quellen wurde Johann Franz Kunkell im Jahr 1800 mit Namenserweiterung zu Kunckell von Löwenstern in den Reichsadelsstand erhoben. Folgt man Siebmachers Wappenbuch, ist er am 3. August 1799 in Wien zunächst als Edler von Kunckell in den Reichsritterstand erhoben worden, am 26. Februar 1804 soll ebenda dann die Namenserweiterung zu Kunckell von Löwenstern erfolgt sein.
Es bestehen keine unmittelbaren verwandtschaftlichen Beziehungen zu dem fast gleichnamigen, bereits 1693 in den schwedischen Adelsstand erhobenen Alchimisten Johann Kunckel von Löwenstern (s. auch die Liste der Adelsgeschlechter namens Löwenstern).

### Sonstiges
Kunckell war als Freimaurer Mitglied der Marburger Loge Zum gekrönten Löwen sowie Ritter des Hausordens vom Goldenen Löwen.

## Schrift
- Capita selecta ex iure civili ecclesiastico criminali militari Germanico politia officiario feudali et publico de confirmatione: atque num haec fundet iurisdictionem Caesaris, si quid negotii ab hoc fuerit confirmatum? Diss. pro Lic. Marburg 1761.